# 羅伯茨縣 (南達科他州)
羅伯茨县（英語：Roberts County）是位於美国南达科他州東北角的一個縣，東鄰明尼蘇達州，北鄰北达科他州，面積2,941平方公里。根據2020年美國人口普查，共有人口10,280人。縣治锡塞顿（Sisseton）。該縣成立於1883年3月8日，縣名以達科他領地議員S·G·羅伯茨（S. G. Roberts）命名。